# Gilbert Bozon
Pour les articles homonymes, voir Bozon.
Ne doit pas être confondu avec Gilbert Rozon.
Gilbert Fernand Charles Bozon, né le 19 mars 1935 à Troyes et mort le 21 juillet 2007 à Tours, est un nageur français spécialiste du dos crawlé.

## Biographie
Médaillé d'argent sur 100 m dos aux Jeux olympiques de 1952 à Helsinki derrière l'Américain Yoshinobu Oyakawa, Bozon avait battu le record d'Europe du 100 m dos la même année alors qu'il s'entraînait au Racing Club des Cheminots de Troyes. Toujours en 1952, il bat le record du monde de la distance en petit bassin à Troyes grâce à un chrono de 1 min 03 s 3. En 1953, il s'approprie la meilleure marque mondiale de l'histoire sur 200 m dos à Alger en 2 min 18 s 4. Il change d'entraîneur et obtient le titre européen en grand bassin sur 100 m dos en 1954 avant de battre un nouveau record du monde en petit bassin sur 100 m dos en 1955 à Troyes (1 min 02 s 1). Enfin, il participa au record du monde réalisé par le relais français 4x100 m 4 nages en 1953.
Il ne parvient pas à remporter de médaille lors des Jeux olympiques de 1956 à Melbourne. Il prend alors sa retraite sportive et devient entraîneur. Il prit par la suite la présidence du club de natation des Enfants Neptune de Tours.
Alicia Bozon, sa fille également nageuse qu'il a eu avec la nageuse Sylvie Le Noach, participe aux Jeux olympiques de 2000 à Sydney.

## Palmarès

### Jeux olympiques
- Jeux olympiques de 1952 à Helsinki (Finlande) :
  -  Médaille d'argent sur l'épreuve du 100 m dos (avec un temps de 1 min 6 s 2).

### Championnats d'Europe
- Championnats d'Europe 1954 à Turin ( Italie)
  -  Médaille d'or du 100 m dos.
  -  Médaille d'argent du relais 4 × 200 m nage libre.

### Records
- 100 m dos en petit bassin :
  - Record du monde du 26 décembre 1952 au 1er avril 1954.
  - Record du monde du 27 février 1955 au 1er mai 1957.

- 200 m dos en petit bassin :
  - Record du monde du 26 juin 1953 au 1er mai 1957.